# 何塞·伊格纳西奥
何塞·伊格纳西奥·萨恩斯（西班牙語：José Ignacio Sáenz，1973年9月28日—），西班牙男子足球运动员，司职中场。他曾代表西班牙国奥队参加1996年夏季奥林匹克运动会足球比赛，获得第六名。